# شهرستان داون
شهرستان داون (به انگلیسی: County Down) یک شهرستان ایرلند شمالی در بریتانیا است که در ایرلند شمالی واقع شده‌است.

## خصوصیات
شهرستان داون ۲٬۴۶۶ کیلومترمربع مساحت و ۵۳۱٬۶۶۵ نفر جمعیت دارد.